# Point de flétrissement permanent

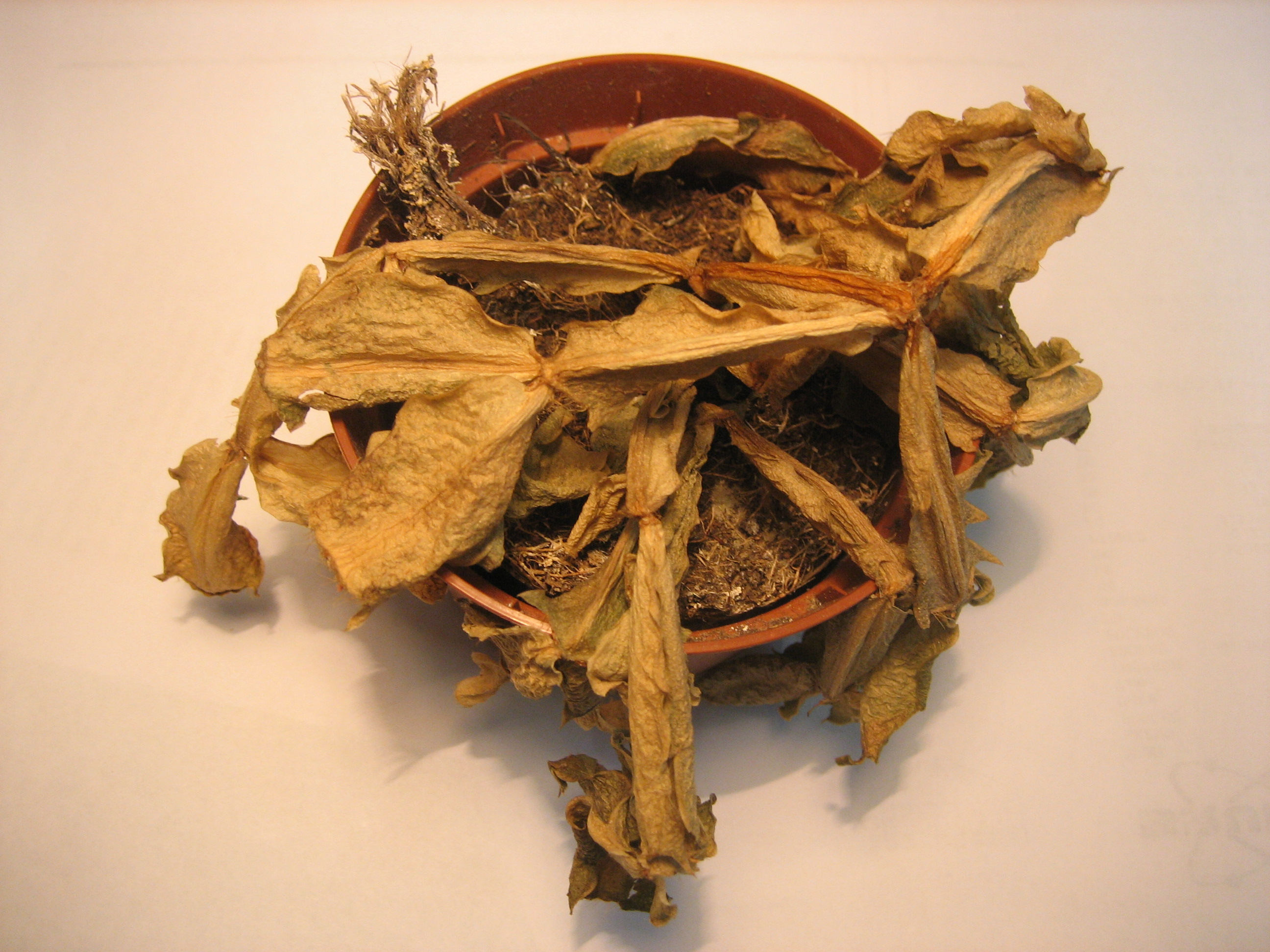
Plante enracinée dans un sol dont l'humidité est en-deçà du point de flétrissement permanent.

Le point de flétrissement permanent est le seuil au-delà duquel l’humidité du sol ne permet plus à une plante de prélever l'eau dont elle a besoin, car la réserve utile en eau du sol a été entièrement consommée. La plante flétrit alors puis meurt si ce taux d'humidité perdure.

## Principes physiques sous-jacents
L'eau du sol est retenue par des forces capillaires qui sont d’autant plus importantes que l’humidité du sol est faible. 
Ainsi bien que le sol contienne encore un peu d'eau, à partir du point de flétrissement permanent, la plante n’est plus capable de l’extraire.
Pour la majorité des plantes cultivées sous un climat tempéré, cela correspond à une succion capillaire égale à pF = 4,2.
Le pF est le logarithme de la pression négative P exprimée en cm d'eau, unité employée volontiers par les pédologues: 
{\displaystyle pF=-\log _{10}(h)} où {\displaystyle h} est la succion capillaire exprimée en cm.
La succion capillaire peut être aussi exprimée en unités de pression ou en hauteur d'eau.